# The Man Who Sued God
Pour plus de détails, voir Fiche technique et Distribution.
The Man Who Sued God est un film de procès australien réalisé par Mark Joffe et sorti en 2001.

## Synopsis
Un homme voit son bateau détruit par la foudre. Comme sa compagnie d'assurance refuse de le rembourser, il décide de faire un procès à Dieu à cause de son préjudice. Les médias commencent alors à s'intéresser à son histoire.

## Fiche technique
- Titre : The Man Who Sued God
- Réalisation : Mark Joffe
- Scénario : John Clarke, Don Watson, Patrick McCarville
- Musique : David Bridie
- Photographie : Peter James
- Montage : Peter Barton
- Production : Ben Gannon et Mark Joffe
- Société de production : Showtime Australia, Gannon Films et Empress Road Productions
- Genre : Comédie dramatique
- Durée : 97 minutes
- Dates de sortie : 
  - Australie : 25 octobre 2001
  - Nouvelle-Zélande : 17 janvier 2002
  - Royaume-Uni : 22 août 2003

## Distribution
- Billy Connolly : Steve Myers
- Judy Davis : Anna Redmond
- Colin Friels : David Myers
- Wendy Hughes : Jules Myers
- Bille Brown : Gerry Ryan
- John Howard : Edward Piggott
- Emily Browning : Rebecca Myers
- Peter Whitford

## Nominations et récompenses
- Nommé pour le meilleur scénario à l'Australian Film Institute[1].